# WTA Little Rock
Das WTA Little Rock (offiziell: Virginia Slims of Arkansas) war ein Tennisturnier der WTA Tour in Little Rock.

## Siegerliste

### Einzel
| Jahr | Siegerin        | Finalgegnerin    | Ergebnis      |
| ---- | --------------- | ---------------- | ------------- |
| 1986 | Kathy Rinaldi   | Natallja Swerawa | 6:4, 6:7, 6:0 |
| 1987 | Sandra Cecchini | Natallja Swerawa | 0:6, 6:1, 6:3 |

### Doppel
| Jahr | Siegerinnen                              | Finalgegnerinnen              | Ergebnis      |
| ---- | ---------------------------------------- | ----------------------------- | ------------- |
| 1986 | Swetlana Parchomenko Laryssa Sawtschenko | Iva Budařová Beth Herr        | 6:2, 1:6, 6:1 |
| 1987 | Mary-Lou Daniels Robin White             | Lea Antonoplis Barbara Gerken | 6:2, 6:4      |